# Ailleville
Ailleville este o comună în departamentul Aube din nord-estul Franței. În 1 ianuarie 2022 avea o populație de 223 de locuitori.
Se află lângă Râul Aube. Are o suprafață de 5,01 km². Populația este de 237 locuitori, determinată în 1 ianuarie 2019, prin recensământ.